# Horevina
Horevina este un sat din comuna Pljevlja, Muntenegru. Conform datelor de la recensământul din 2003, localitatea are 17 locuitori (la recensământul din 1991 erau 19 locuitori).

## Demografie
În satul Horevina locuiesc 16 persoane adulte, iar vârsta medie a populației este de 60,2 de ani (63,6 la bărbați și 57,2 la femei). În localitate sunt 6 gospodării, iar numărul mediu de membri în gospodărie este de 2,83.
Această localitate este populată majoritar de sârbi (conform recensământului din 2003).
|  |

| Demografie | Demografie | Demografie |
| An         | Locuitori  | Locuitori  |
| ---------- | ---------- | ---------- |
|            |            |            |
|            |            |            |
|            |            |            |
|            |            |            |
| 1948       | 60         |            |
| 1953       | 52         |            |
| 1961       | 62         |            |
| 1971       | 43         |            |
| 1981       | 29         |            |
| 1991       | 19         | 19         |
| 2003       | 17         | 17         |

| \| Componența etnică conform recensământului din 2003[2] \| Componența etnică conform recensământului din 2003[2] \| Componența etnică conform recensământului din 2003[2] \| Componența etnică conform recensământului din 2003[2] \| Componența etnică conform recensământului din 2003[2] \| \| ----------------------------------------------------- \| ----------------------------------------------------- \| ----------------------------------------------------- \| ----------------------------------------------------- \| ----------------------------------------------------- \| \| \| \| \| \| \| \| Sârbi \| Sârbi \| \| 12 \| 70,58% \| \| Muntenegreni \| Muntenegreni \| \| 5 \| 29,41% \| \| necunoscută \| necunoscută \| \| 0 \| 0% \| |              |  |    |        |
| Componența etnică conform recensământului din 2003 |              |  |    |        |
| |              |  |    |        |
| Sârbi | Sârbi        |  | 12 | 70,58% |
| Muntenegreni | Muntenegreni |  | 5  | 29,41% |
| necunoscută | necunoscută  |  | 0  | 0%     |